# Chamaeleo senegalensis
Chamaeleo senegalensis là một loài thằn lằn trong họ Chamaeleonidae. Loài này được Daudin mô tả khoa học đầu tiên năm 1802.

## Hình ảnh

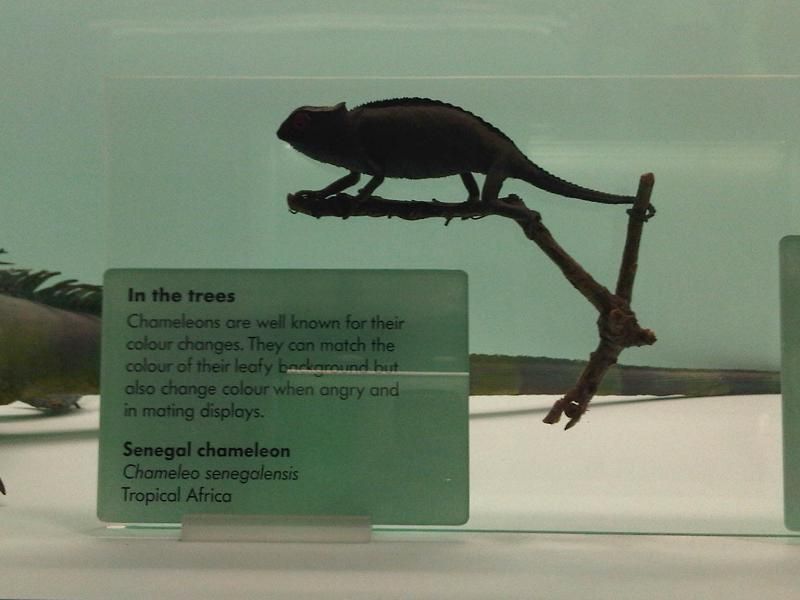